# Geophilus bosniensis
Geophilus bosniensis är en mångfotingart som beskrevs av Karl Wilhelm Verhoeff 1895. Geophilus bosniensis ingår i släktet Geophilus och familjen storjordkrypare.
Artens utbredningsområde är Bosnien. Inga underarter finns listade i Catalogue of Life.